# Jaana Pelkonen

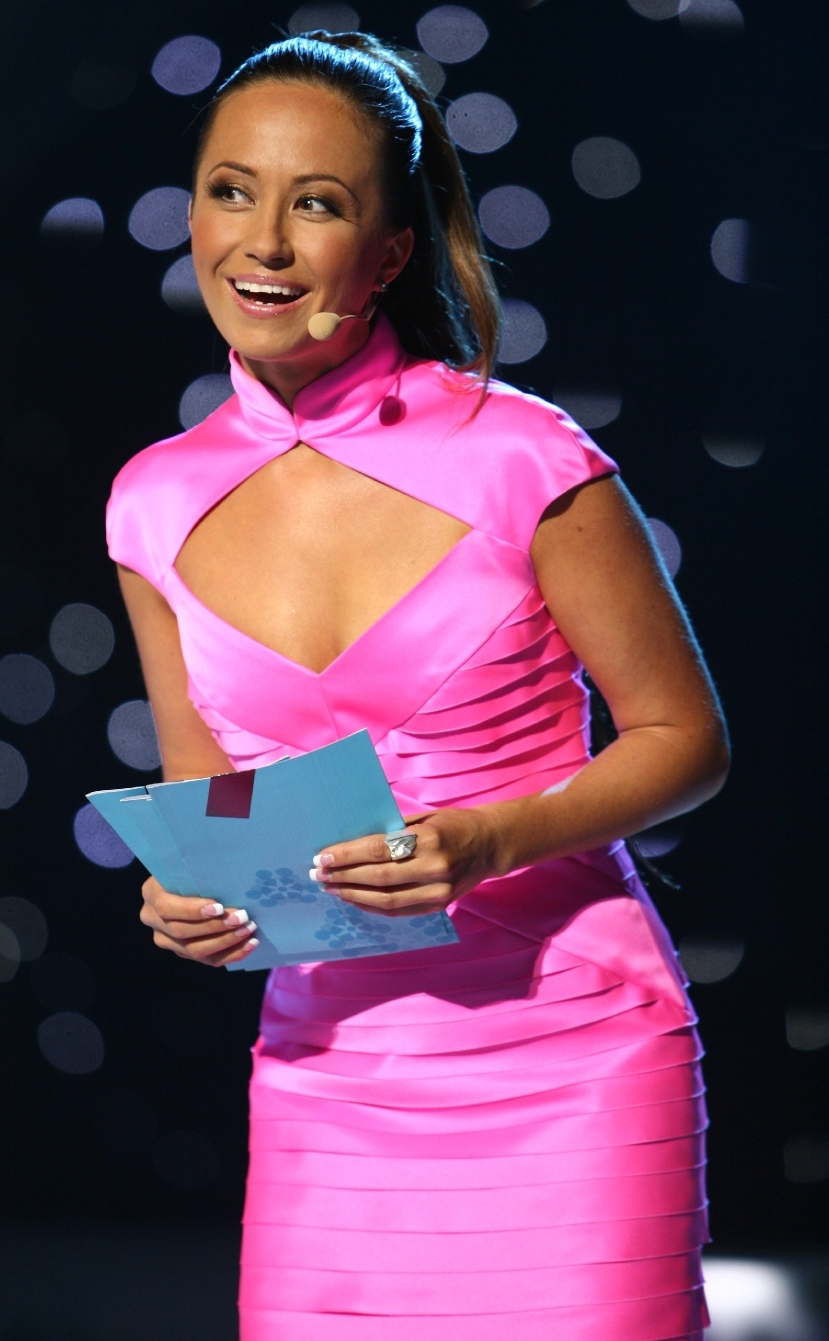
Jaana Pelkonen en 2007.

Jaana Pelkonen (n. 27 de enero de 1977 en Lahti, Finlandia) es una presentadora de televisión finlandesa. 

## Carrera
Pelkonen empezó su carrera en los medios de comunicación como presentadora de radio 99 en Lahti de 1995 a 1997. Ella se hizo famosa en Finlandia, como país anfitrión de los juegos de video muestran inclinación en 1997-2005 y el programa juvenil Jyrki en 1998. En 2001-2002 se organizó un viaje de ocio llamado FarOut. También presentado la preselección finlandesa para Eurovisión durante cinco años. El 12 de mayo de 2007 presentó el festival con Mikko Leppilampi.
Sin embargo, eso no es todo lo que hace. Obtuvo su título en Ciencias Políticas de la Universidad de Helsinki en 2007, y ella está trabajando como asistente de la ministra finlandesa de Comunicaciones Suvi Lindén. 
Pelkonen creció en Lahti en una familia obrera, donde todos se hicieron cargo de ella y trabajó duro para una vida mejor. Ella quería entrar en la política con el fin de involucrarse en la forma en que su ciudad y el país se ejecutan. 
La tolerancia y el respeto para todos, independientemente de su raza, etnia, antecedentes, discapacidad, edad u orientación sexual, así como el respeto por el medio ambiente están en el centro de todo lo que hace.